# Drain (Oregon)

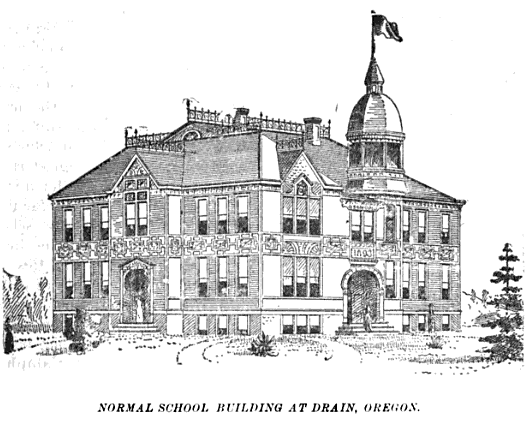
A Drain Normal School 1902-ben

Drain az Amerikai Egyesült Államok északnyugati részén, Oregon állam Douglas megyéjében, a 38-as és 99-es utak csomópontjában, a Délnyugat-oregoni Parti-hegység egyik szorosa mellett helyezkedik el. A 2010. évi népszámláláskor 1151 lakosa volt. A város területe 1,58 km², melynek 100%-a szárazföld.
A településen az Umpqua folyó két patakja (Elk és Pass) torkollik egymásba.
Utóbbi patak felett korábban egy fedett híd ívelt át, majd ezt az önkormányzat 1987-ben a közösségi központ mögötti parkba helyezte át; ettől fogva gyalogoshídként működött. 2014-ben a faszerkezet korhadása miatt a műtárgyat lezárták.

## Történet
1876-ban a Drain–Scottsburg–Gardiner–Umpqua folyó útvonalon új postakocsi-útvonalat (Drain–Coos Bay Stagecoach Line) jelöltek ki.
A helyiség iskoláját (Drain Normal School) a metodista egyház alapította 1883-ban. Az 1885-ös állami átvétel után Central Oregon State Normal Schoolnak hívták, majd 1908-ban bezárták.

## Éghajlat
A város éghajlata a Köppen-skála szerint a régió nagy részéhez hasonlóan mediterrán (Csb-vel jelölve). Nyarai szárazak, hideg reggelekkel és forró délutánokkal; telei hűvösek, esetenként fagyosak és csapadékosak, ezt a Cascade-hegység felől áramló hideg légtömeg okozza. A havazás ritka; a havi átlag 4,3 centiméter. A havi hóátlag 1950 decemberében (56 centiméter), az évszaki pedig 1970/1971 telén (59 centiméter) dőlt meg. A havi átlaghőmérséklet eddig két alkalommal csökkent fagypont alá: 1930 januárjában (-0,4 °C) és 1949 januárjában (-0,1 °C); a hidegrekord (-17,8 °C) 1962. január 22-én dőlt meg. Telente erős esőzésekre kell számítani; a legcsapadékosabb hónap 1955 decembere (557 mm), 1903 óta a legcsapadékosabb év (1805,4 mm) pedig az 1973 júniusától 1974 júniusáig tartó időszak volt. Az eddigi legcsapadékosabb nap 195,6 mm lehullott mennyiséggel 1951. január 18-a volt.
A nyári nappalok forróak és szárazak, az éjszakák pedig kellemesen hűvösek: 2003 nyarán összesen 5,3 mm csapadék hullt, 1951-ben pedig a május 24. és augusztus 26. közötti 95 napban nem esett mérhető mennyiség. A kontinentális légáramlatok hatására a hőmérséklet forróvá válhat; a melegrekord (42,8 °C) 2015. július 31-én dőlt meg. Az éjszakák ekkor is hidegek lehetnek: 1916. június 10-én -0,6 °C-ot, 1905. augusztus 28-án pedig -1,1 °C-ot mértek.
| Hónap                                            | Jan.  | Feb.  | Már. | Ápr. | Máj. | Jún. | Júl. | Aug. | Szep. | Okt. | Nov.  | Dec.  | Év    |
| ------------------------------------------------ | ----- | ----- | ---- | ---- | ---- | ---- | ---- | ---- | ----- | ---- | ----- | ----- | ----- |
| Rekord max. hőmérséklet (°C)                     | 23,0  | 26,0  | 30,0 | 35,0 | 39,0 | 41,0 | 43,0 | 42,0 | 41,0  | 36,0 | 25,0  | 24,0  | 43,0  |
| Átlagos max. hőmérséklet (°C)                    | 9,8   | 12,3  | 14,9 | 17,4 | 21,1 | 24,0 | 28,7 | 29,0 | 26,3  | 19,5 | 12,5  | 8,8   | 18,7  |
| Átlaghőmérséklet (°C)                            | 5,8   | 7,2   | 9,0  | 10,9 | 13,4 | 16,1 | 19,9 | 19,9 | 17,7  | 12,7 | 8,3   | 5,3   | 12,2  |
| Átlagos min. hőmérséklet (°C)                    | 1,9   | 2,0   | 3,1  | 4,4  | 6,8  | 9,2  | 11,1 | 10,7 | 9,1   | 5,8  | 4,1   | 1,7   | 5,8   |
| Rekord min. hőmérséklet (°C)                     | −18,0 | −16,0 | −8,0 | −6,0 | −4,0 | −1,0 | 1,0  | −1,0 | −4,0  | −9,0 | −11,0 | −17,0 | −18,0 |
| Átl. csapadékmennyiség (mm)                      | 182   | 142   | 128  | 99   | 71   | 34   | 11   | 16   | 31    | 85   | 199   | 219   | 1217  |
| Forrás: Nemzeti Óceán- és Légkörkutatási Hivatal |       |       |      |      |      |      |      |      |       |      |       |       |       |

## Népesség

### 2010
A 2010-es népszámláláskor a városnak 1151 lakója, 454 háztartása és 319 családja volt. A népsűrűség 728,5 fő/km2. A lakóegységek száma 492, sűrűségük 311,4 db/km2. A lakosok 92,9%-a fehér, 0,2%-a afroamerikai, 2,7%-a indián, 0,3%-a ázsiai,  1%-a egyéb, 3%-a pedig kettő vagy több etnikumú. A spanyol vagy latino származásúak aránya 4,4% (3,1% mexikói, 0,3% Puerto Ricó-i,  1% egyéb spanyol vagy latino származású.)
A háztartások 33,7%-ában élt 18 évnél fiatalabb. 50% házas, 13,7% egyedülálló nő, 6,6% egyedülálló férfi, 29,7% pedig nem család. 22,9% egyedül élt; 9,5%-uk 65 éves vagy idősebb. Egy háztartásban átlagosan 2,54 személy élt; a családok átlagmérete 2,95 fő.
A medián életkor 39,5 év volt. A város lakóinak 25,4%-a 18 évesnél fiatalabb, 9,5% 18 és 24 év közötti, 22,1%-uk 25 és 44 év közötti, 28,6%-uk 45 és 64 év közötti, 16,4%-uk pedig 65 éves vagy idősebb. A lakosok 48,8%-a férfi, 51,2%-a pedig nő.

### 2000
A 2000-es népszámláláskor  a városnak 1021 lakója, 397 háztartása és 289 családja volt. A népsűrűség 646,2 fő/km2. A lakóegységek száma 441, sűrűségük 279,1 db/km2. A lakosok 90,6%-a fehér, 0,1%-a afroamerikai, 1,64%-a indián, 0,49%-a ázsiai, 0,29%-a a Csendes-óceáni szigetekről származik, 1,57%-a egyéb-, 4,31%-a pedig kettő vagy több etnikumú. A spanyol vagy latino származásúak aránya 3,33% (2,8% mexikói, 0,1% Puerto Ricó-i, 0,1% kubai, 0,3% pedig egyéb spanyol/latino származású.)
A háztartások 36,5%-ában élt 18 évnél fiatalabb. 55,7% házas, 13,4% egyedülálló nő; 27% pedig nem család. 22,9% egyedül élt; 9,6%-uk 65 éves vagy idősebb. Egy háztartásban átlagosan 2,57 személy élt; a családok átlagmérete 3,02 fő.
A város lakóinak 26,7%-a 18 évesnél fiatalabb, 8,8% 18 és 24 év közötti, 27,4%-uk 25 és 44 év közötti, 23,8%-uk 45 és 64 év közötti, 13,2%-uk pedig 65 éves vagy idősebb. A medián életkor 38 év volt. Minden 100 nőre 96,3 férfi jut; a 18 évnél idősebb nőknél ez az arány 86,5.
A háztartások medián bevétele 27 833 amerikai dollár, ez az érték családoknál $34 241. A férfiak medián keresete $30 278, míg a nőké $20 063. A város egy főre jutó bevétele (PCI) $13 810. A családok 8,6%-a, a teljes népesség 10,3%-a élt létminimum alatt; a 18 év alattiaknál ez a szám 10,3%, a 65 évnél idősebbeknél pedig 7%.

## Híres személy
- David M. „Dave” Ward – Harney megye jelenlegi seriffje[11]

## Fordítás
Ez a szócikk részben vagy egészben  a   Drain, Oregon című angol Wikipédia-szócikk ezen változatának fordításán alapul.  Az eredeti cikk szerkesztőit annak laptörténete sorolja fel. Ez a jelzés csupán a megfogalmazás eredetét és a szerzői jogokat jelzi, nem szolgál a cikkben szereplő információk forrásmegjelöléseként.